# Camptothecium lutescens
Camptothecium lutescens är en bladmossart som först beskrevs av Philibert in Husnot, och fick sitt nu gällande namn av Karl Bertsch 1949. Camptothecium lutescens ingår i släktet Camptothecium och familjen Brachytheciaceae. Inga underarter finns listade i Catalogue of Life.